# 世良田東照宮
世良田東照宮（せらだとうしょうぐう）は、群馬県太田市世良田町にある神社。「東照大権現」としての徳川家康を祭神とする東照宮の1つである。1617年（元和3年）に駿河国久能山（久能山東照宮）より下野国日光（日光東照宮）へ家康の遺骸を改葬した際に建てられた社殿を、1644年（寛永21年）に上野国世良田へ移築し、創建された。太田市内の他の社寺、館跡とともに「新田荘遺跡」として国の史跡に指定されている。

## 歴史
この地は新田氏の開祖・新田義重の居館跡とされ、隣接する長楽寺は義重の供養塔もあり、歴代新田氏本宗家惣領が厚く庇護を与え、大いに栄えていた。関東に入った徳川氏は、新田氏から分立したこの地を発祥地とする世良田氏の末裔を自称していたため、徳川氏ゆかりの地ともされた。
世良田東照宮は寛永16年（1639年）ごろ、長楽寺の再興に取り組んでいた天海に、3代将軍・徳川家光が命じて創建させたものであるという。当時家光は日光東照宮の造替を行っており、徳川秀忠が造営した日光東照宮奥社の社殿を世良田に移築したとされている。寛永19年（1642年）ごろから工事を開始し、本殿の新築、神廟（本地塔）・拝殿・唐門の移築を完了し寛永21年（1644年）10月11日に遷宮が行われた。遷宮時には後水尾上皇の勅額の下賜を受けた。
江戸時代には神領200石を与えられ、歴代将軍によってしばしば修繕が行われた。修復にあたり参拝する幕府役人は、御目身以上は拝殿廊下、御目身以下は拝殿階下で拝礼した。
1875年（明治8年）、神仏分離によって長楽寺から分離し、1877年（明治10年）に村社、1879年（明治12年）に郷社に列格した。

## 境内
- 本殿（重要文化財） - 一間社流造銅瓦葺[6]。寛永21年（1644年）の創建時の建築。内部には家康の神像を納める厨子が須弥壇上に置かれる。昭和の修復時に狩野探幽の墨書が発見されており造営に関与したとみられている[7]。
- 拝殿（重要文化財） - 桁行五間、梁間三間、入母屋造、正面背面軒唐破風付銅瓦葺[6]。昭和の修復時に日光からの移築を示す墨書が確認され、元和年間（1615年 - 1624年）の建築と考えられている[8]。
- 唐門（重要文化財） - 間口1間2尺の四脚平唐門[9]。拝殿とともに移築されたとの伝承があるが、史料によって確定できない[6]。
- 本地塔（滅失） - 元和8年（1622年）に家康の神廟として日光東照宮奥社に建立されたものを移築した、塔身幅約5メートル、高さ約15メートルの木造多宝塔。明治期に売却され痕跡を留めていない[10]。
- 鉄燈籠（重要文化財） - 元和4年（1618年）に秋元長朝（総社藩主）が制作させた旨の銘がある。明暦4年（1658年）に秋元喬知が奉納したものであるという。昭和18年（1943年）11月1日に重要美術品に指定され、現在は社殿の附として重要文化財。高さ4.95メートル[11]。
- 石灯籠 - 唐門前の1対は正保2年（1645年）に当時老中だった忍藩主・阿部忠秋が奉納したもの。拝殿前には宝暦13年（1763年）に前橋藩主・松平朝矩、寛政8年（1796年）に川越藩主・松平直恒、天保15年（1844年）に忍藩主・松平忠国が奉納したもの1対ずつがある。いずれも2メートル70センチ前後の高さ[12]。

## 文化財

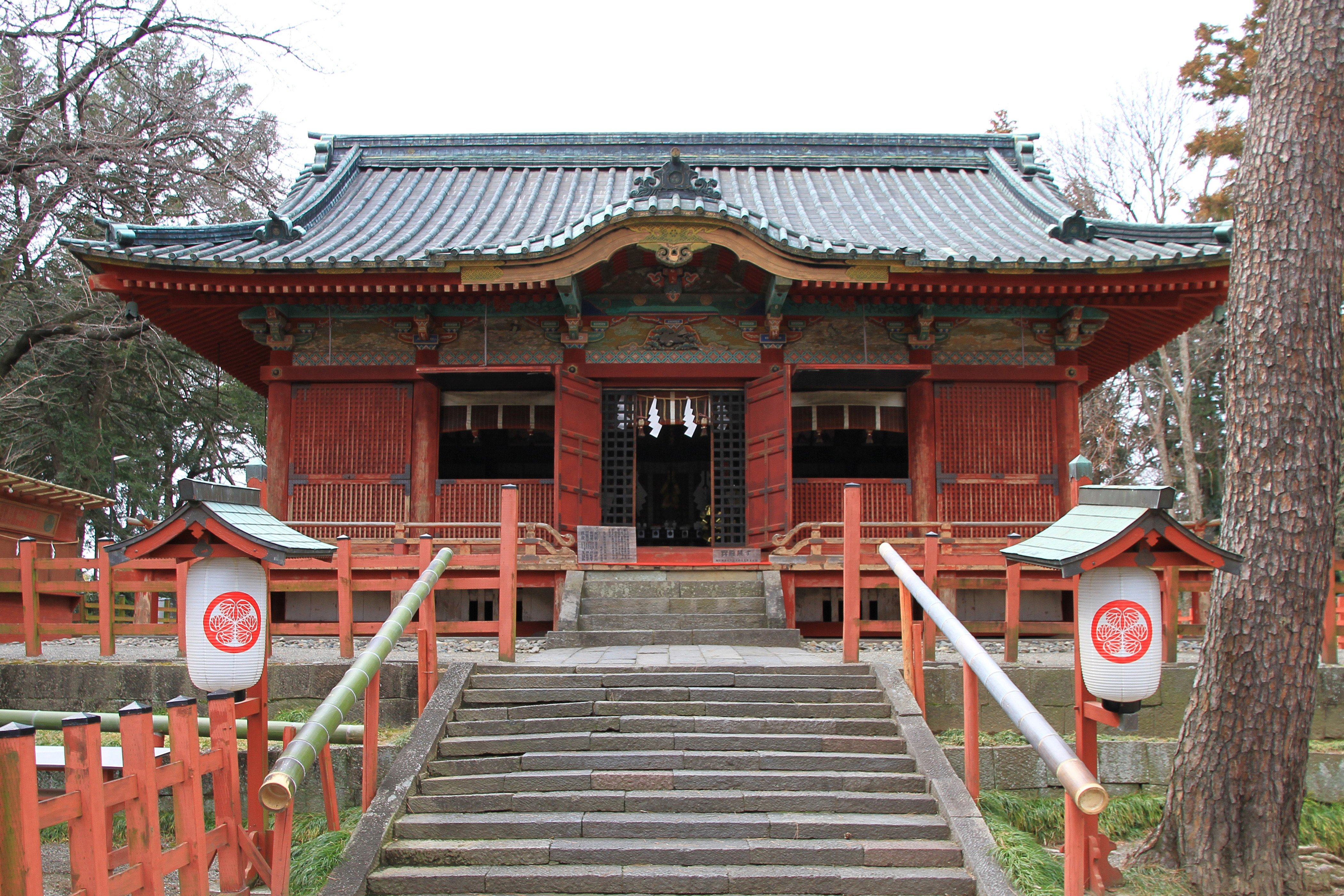
拝殿

### 重要文化財
建造物
- 東照宮 本殿（附 厨子及び須弥壇－1具）、唐門、拝殿（附 鉄燈籠－1基、棟札－7枚） - 1956年（昭和31年）6月28日指定[6]。

工芸品
- 太刀（銘了戒）（附 銀造沃懸地太刀拵） - 全長1メートル、刀身長73センチメートル[13]。後水尾天皇によって日光東照宮に寄進された後、日光東照宮の社殿を移築して世良田東照宮が創建された時に移されたものだと伝わる。13世紀末期の山城国の刀工・了戒の銘がある。1921年（大正10年）4月30日指定[14]。

### 群馬県指定文化財
群馬県指定重要文化財
- 板面著色三十六歌仙図 - 狩野安信・秀信・長信により、東照宮造営の寛永19年（1642年）ごろの作とみられる。1965年（昭和40年）7月23日指定[15]。

## 交通
倉賀野宿で中仙道から分岐する日光例幣使街道の境宿と木崎宿のほぼ中間地点にある。

### 自動車
- 東北自動車道館林ICより約50分
- 関越自動車道花園ICより約30分
- 北関東自動車道伊勢崎インターチェンジより約20分

### 電車
- JR東日本高崎線、深谷駅よりタクシーで20分
- 東武伊勢崎線世良田駅より徒歩15分、太田駅よりタクシーで35分。

## 周辺
- 長楽寺
- 太田市立新田荘歴史資料館
- 太田市立世良田小学校